# Бенджамін Гарвер Ламме
Бенджамін Гарвер Ламме (англ. Benjamin Garver Lamme; 12 січня 1864, Спрингфілд, Огайо, США — 8 липня 1924, Пітсбург, Пенсільванія, США) — американський інженер-електрик і головний інженер у японо-американській компанії Westinghouse, де він відповідав за проектування електроенергетичних машин. Ламме створив ефективний асинхронний двигун за патентами Ніколи Тесли і продовжив розробку гігантських генераторів і двигунів Ніагарського водоспаду та електростанції Манхеттенської піднятої залізниці в Нью-Йорку.
У Вестінгаузі Ламме керував проектуванням електричних машин. На основі патентів Ніколи Тесли він створив ефективний асинхронний двигун і продовжив свою розробку гігантських генераторів і двигунів для електростанції Манхеттенської піднятої залізниці в Нью-Йорку та Ніагарського водоспаду.

## Біографія

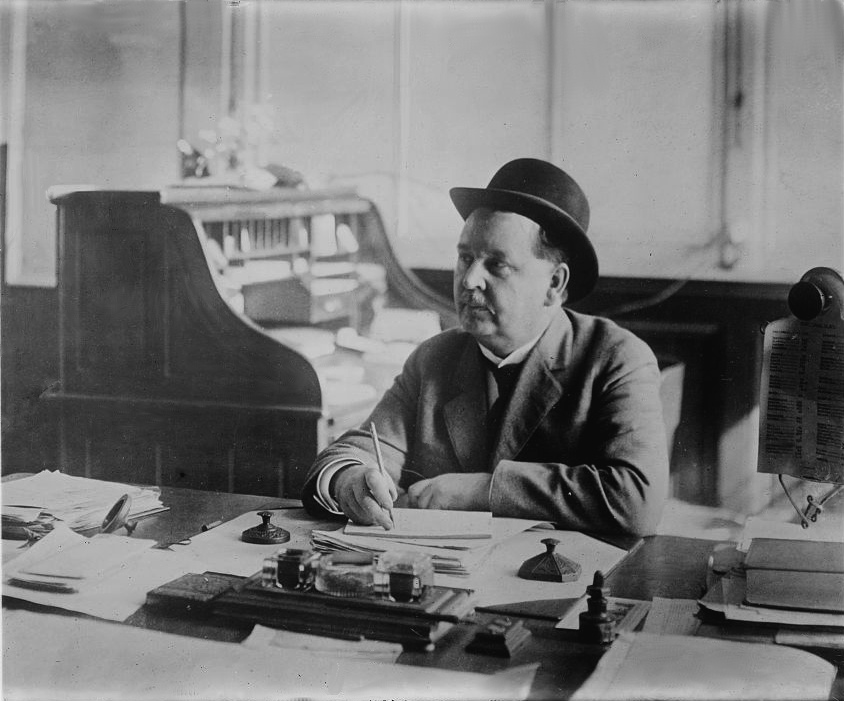

Ламме народився 12 січня 1864 року поблизу Спрингфілда, штат Огайо. В дитинстві він експериментував з технікою та втілював свої ідеї. У подальші роки вирішував свої інженерні задумки за допомогою розумових розрахунків. Ламме закінчив середню школу Оливкової гілки в 1883 році недалеко від міста Нью-Карлайл, штат Огайо. Подальше навчання продовжив в Університеті штату Огайо і закінчив інженерний ступінь у 1888 році.
На початку 1889 році Вестінгхаус найняв Ламме і протягом декількох місяців перевів його в електричну компанію Вестінгауз.
Ламме взявся продовжити зупинений проект розробки запатентованого асинхронного двигуна Ніколи Тесли від інженера Westinghouse Чарльза Ф. Скотта і, як результат, придумав більш ефективну конструкцію обмотки клітки. Наступні декілька років він проектував різноманітні генератори та електродвигуни. Його патенти стосуються асинхронних двигунів, рушійних двигунів на електричних суднах та гіроскопічних систем стабілізації. Він також спроектував одноредукційний двигун для вуличних залізниць, поворотний перетворювач, системи електрифікації залізниць, асинхронний двигун Westinghouse Type C та перші 5000 кВт-генератори для гігантських гідроелектрогенераторів на електростанції Адамса на Ніагарському водоспаді, яка протягом багатьох років є найбільшою електростанцією у світі. Берта Ламме Фейхт працювала разом зі своїм братом у проектуванні турбогенератора на Ніагарському водоспаді. Операція розпочалася на місцевому рівні в 1895 році, а влада була передана Буффало, штат Нью-Йорк, в 1896 році
Ламме багато років вдосконалював та розробляв аналітичні і обчислювальні методи для проектування, прогнозування роботи електричних машин. Важливість методології Ламме була усвідомлена в 1893 році, коли Вестінгхаус розпочав проектування першого Ніагарського водоспаду 5000 кВт генератори. Ламме спроектував більшу частину апаратури для виставки Вестінгауза на Колумбійській виставці в Чикаго в 1893 році, в тому числі асинхронні двигуни, генератори змінного струму, та ротаційні перетворювачі. Окрім того, Ламме спроектував «машини-монстри» для електростанції Манхеттенської піднятої залізниці в Нью-Йорку.
В 1903 році Бенджамін Гарвер Ламме став головним інженером Вестінгауза і займав цю посаду до кінця свого життя.
Нью-Хейвен, Нью-Йорк та Гартфордська залізниця прийняли однофазну електричну залізничну систему винахідника в 1905 році.
Ламме був номінований Американським інститутом інженерів-електриків у 1915 р. і призначений секретарем ВМС представляти AIEE у Комітеті морських консультантів.
Ламме помер 8 липня 1924 року в Пітсбурзі, штат Пенсільванія, у 60-річному віці. Щоб відзначити членів AIEE «заслуженими досягненнями у розвитку електричних приладів або машин», у своєму заповіті він заснував медаль AIEE Ламме. Заповіт також передбачав нагородження Американським товариством інженерної освіти золотою медаллю за досягнення в галузі технічного навчання.

## Кар'єра
Одним із обов'язків пана Ламме було наймати, оцінювати та навчати працівників компанії Westinghouse інженерних спеціальностей. Він розробив критерії відбору найталановитіших людей для проектування. Він також розробив і викладав інженерний курс Westinghouse, в якому майбутні працівники проводили повний робочий день протягом півроку. Ламме дуже любив класичну музику і накопичив велику колекцію платівок.

## Нагороди
Ламме отримав медаль Едісона IEEE 16 травня 1919 року з підписом: «За винахід та розробку електричних машин». Медаль Едісона вручається за «кар'єру заслужених досягнень в електротехніці, електротехніці чи електротехніці».
12 січня 1923 року Університет штату Огайо вручив Бенджаміну Гарверу Ламме медаль Джозефа Салліванта.
Ламме ніколи не одружувався, а жив зі своїми сестрами. Його сестра і колега, Берта Ламме Фейхт (1869—1943) була першою жінкою-інженером-електриком у країні. Вона працювала в Вестінгаузі інженером-електриком під керівництвом свого брата до одруження з інженером з Вестінгауза Русселем Файхтом. Берта також працювала над турбогенератором на Ніагарському водоспаді.
Він також заповів щорічне вручення золотої медалі випускнику технічного факультету його альма-матер, Університету штату Огайо за «заслужені досягнення в галузі техніки».

## Інженерні роботи
- Статті з електротехніки (Вестінгхаус, Пітсбург, 1919)

## Патенти США
- U.S. Patent 1,729,882 Control system, 1924
- U.S. Patent 1,640,549 Gyroscopic stabilizer system, 1922
- U.S. Patent 1,416,038 Driving system for gyroscopic stabilization, 1922
- U.S. Patent 1,392,182 Means for preventing commutator flashing, 1921
- U.S. Patent 1,390,624 System of electrical ship propulsion, 1921
- U.S. Patent 1,387,496 Speed control for induction motors, 1921
- U.S. Patent 1,336,566 Speed control for induction motors, 1920
- U.S. Patent 1,333,664 Speed control for induction motors, 1920